# 出雲インターチェンジ
出雲インターチェンジ（いずもインターチェンジ）は、島根県出雲市にある山陰自動車道のインターチェンジ。出雲市街および同市旧大社町域の最寄りインターチェンジである。2009年（平成21年）11月28日に開通した。出雲ICより西の山陰自動車道は原則として通行料金無料となる予定のため、出雲ICには料金収受施設が設けられておらず、斐川本線料金所で通行料金を精算することになる。

## 道路

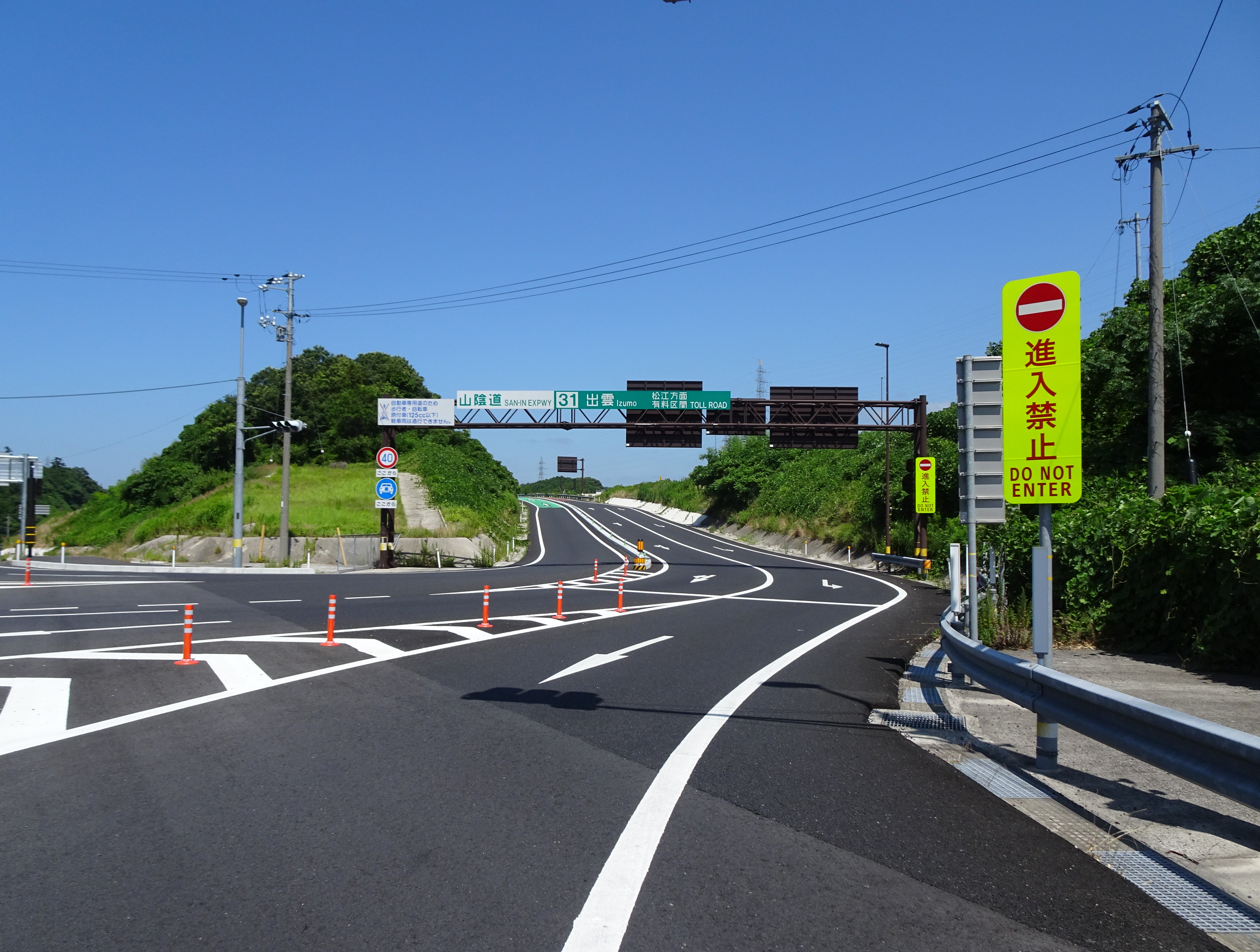
出入口付近（一般道側から撮影）

- E9 山陰自動車道（31番）

## 接続する道路
- 島根県道337号出雲インター線

## 歴史

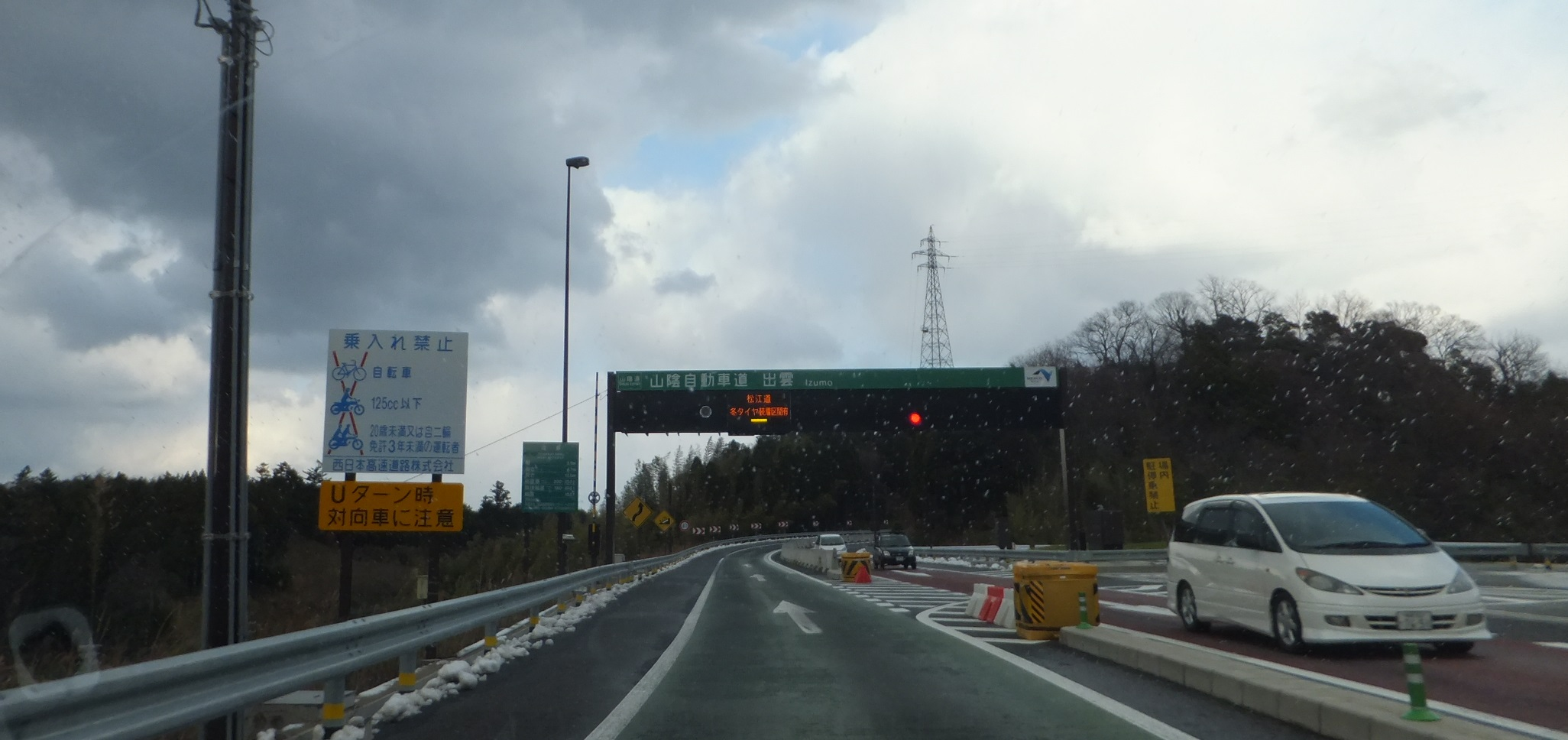
出入口付近（出雲湖陵インターチェンジ方面開通前）

- 2009年11月28日 : 斐川IC - 出雲IC間開通に伴い供用開始。
- 2025年3月2日 : 出雲IC - 出雲湖陵IC間開通[2]。

## 料金所
料金の収受や通行券の発行は斐川TBで行うため、当ICには料金所は設置されていない。

## 隣
E9 山陰自動車道
(30)斐川IC - 斐川TB - (31)出雲IC - (32)出雲湖陵IC